# トヨタ・i-ROAD
i-ROAD（アイロード）は、トヨタ自動車が開発したトライク型の乗用車である。

## 概要
「PM」「i-unit」「i-swing」「i-REAL」といった、今までにトヨタが開発してきたパーソナルモビリティのコンセプトをさらに発展させたパーソナルモビリティ。
コンセプトモデルと実証用車両の2種類のモデルが存在する。
前者はモーターショー向けのコンセプトモデルとしての性格が強く、特に灯火類の形状が実証用車両と異なる。2013年のジュネーブモーターショーにて公開された。
また、軽量化の為に同車のフロントガラス(フロントウインドシールド)には世界で最も薄い自動車用ガラスが用いられている。
トヨタは新たなカテゴリーの電気自動車として本車両の実用化に向けて研究・開発に取り組んでおり、後者はその実証実験に使用される車両である。2013年の第43回東京モーターショーにて公開された。
利便性や視認性が改善され、リア周りをより軽快感のあるデザインに改良されている。ボディーカラーは青・黄・ピンク・緑・白の全５色が設定されている。
モーター駆動の電気自動車で、前二輪、後一輪のトライク型三輪自動車である点が特徴である。
旋回時にはインホイールモーター内蔵の前輪を上下にスライドさせて車体を傾け、後輪を操舵する。
そのため運転感覚は独特で、ハンドルを左にきると、ボディー後部が右側にきれる。
これはアクティブリーン機構と呼ばれるもので、旋回Ｇに合わせて車体の傾きを自動的に制御するシステムである。
これによって使い勝手と新しい乗り味による楽しさを両立している。
国産車でありながらウインカーレバーは左に位置し、電気自動車ゆえにトランスミッションは存在しない。前進・後退はメーター左側のボタンでセレクトする。
屋根およびドアを装備しており、ヘルメット不要で２名乗車（前後席）が可能となっている。
2013年度グッドデザイン賞金賞を受賞している。

## 実証実験
トヨタは本車両を新たなカテゴリーの電気自動車として実用化に向けて研究・開発に取り組んでおり、これまでに様々な実証実験が行われている。
海外では2013年3月5日、フランス・グルノーブル市、フランス電力公社、トヨタ自動車などが都市内の近距離移動に適した超小型EVのカーシェアリングの実証実験を行うと発表。2014年10月1日から3年間行われた。
これは公共交通を補完し個人向けの新たな移動手段を提供するプロジェクトで、将来のカーシェアリングの普及を見据え、ユーザーの認知向上と理解獲得を目標としている。
トヨタは、最終目的地と公共交通の最寄駅との間の数キロ程度(ラストワンマイル)の移動ニーズに対応する超小型EV（i-ROAD含む約70台）を提供した。
トヨタが開発した情報管理システムを基に、他社と連携し管理・運営する。
これはトヨタにとって公共交通と連携した超小型EVによるカーシェアリングの有用性と事業性を検証する実証実験の一つであるほか、同市の「エコシテ」開発の一環として実施された。
日本国内では複数回、様々なプロジェクトが実施されている。
2013年9月26日、トヨタの推進する都市交通システム「Ha:mo」の拡充でi-ROADが投入されることが発表された。
クルマなどのパーソナルな乗り物と公共交通の最適な組み合わせによって、環境に優しい移動の実現を目指すものとされている。
経済産業省が行う「次世代エネルギー・社会システム実証事業」として採択を受け、「豊田市低炭素社会システム実証プロジェクト」の一環として、2012年10月より豊田市で実証運用が開始されていた。
i-ROADについては、国内では一人乗りとして開発を進め、2014年初めより投入される。
2014年3月20日、首都圏でモニター調査が実施されることが発表された。
i-ROADを普段の生活の中で使用した際の使用感や満足度をはじめ、都市部利用での使い易さ、目的地選択に与える影響や行動変化など、新しいモビリティとしての利用価値を検証することが目的である。
i-ROADに興味・関心をもつ人や、新規性が高い商品に幅広い見識を持つ有識者など計20名程度を対象に車両10台を用いて実施された。
2015年2月25日からはパーク２４とトヨタがパーソナルモビリティ・シェアリングサービスの実証実験を行っており、数回のサービス拡大・延長を重ねて2018年3月まで実施された。
これはパーク２４が展開する「タイムズカープラス」のサービスと、トヨタが豊田市で実証運用する「Ha:mo（ハーモ）」で活用しているシステムを組み合わせたシェアリングサービスの実証実験で、商業施設や観光スポット等への移動を中心とする利用の状況や利用者の声をもとにサービスの有用性を検証することが目的。
「タイムズカープラス」の条件をみたした会員が対象で、パーク２４が管理する時間貸駐車場「タイムズ」から選定された30ヵ所程度の貸出・返却ステーション間を行き来できる。
ワンウェイ(双方向乗り捨て)型と呼ばれるいずれのステーションからの貸出およびいずれのステーションへの返却を可能とするシステムで運用される。
同年5月7日には、実用化に向け企業・生活者と共同で取り組む新たな施策「OPEN ROAD PROJECT」を実施すると発表。
駐車・充電時の利便性の向上やパーツのカスタマイズ等の試行にi-ROADを10台使用し、総勢100名にそれぞれ１ヵ月程度貸し出し評価をもらうことでパーソナルモビリティの仕組みを充実させていくことが目的。
特長であるバイクに近いコンパクトなボディサイズを活かして、狭小スペースや空きスペースの発掘、電源供給コンセント口の発掘を行い、「i-ROAD」専用の充電・駐車スポットとして運用する。
また、パーツのカスタマイズでは、3Dプリンターを活用して利用者がボディパーツの一部を交換可能となっている。
トヨタはこの施策を通じて、新ジャンルの都市型モビリティの特長を最大限活かせる、様々な商品・サービスを開発し、新たなモビリティ社会の実現に向けて取り組んでいくとしている。
11月20日には同プロジェクトに使用される車両として2人乗りi-ROAD(実証用車両)が導入された。
これは1人乗りi-ROAD(実証用車両)にリフレクター・車幅灯等の見直しや車両接近通報装置の装備などを加えることで、“２人乗り”での利用を可能にしたもの。
子育て世帯など、２人乗り利用が想定される人に約１ヵ月間貸し出し、日常生活の様々なシーンで利用することでモビリティとしての利用価値を検証する。

## 沿革
- 2013年3月4日 - 2013年ジュネーブ・モーターショーにてi-ROAD(コンセプトモデル)を初出展[4]。
  - 3月5日 - フランス・グルノーブル市、グルノーブル都市圏共同体、シテ・リブ社、フランス電力公社、トヨタ自動車が都市内の近距離移動に適した超小型EVカーシェアリングの実証実験を行うと発表[7]
  - 9月26日 - トヨタの推進する都市交通システム「Ha:mo」の拡充でi-ROADが投入されることが発表される[8]
  - 11月8日 - 第43回東京モーターショーの主催者テーマ事業「SMART MOBILITY CITY 2013」にｉ-ROAD(実証用モデル)を初出展[14]。
- 2014年3月20日 - 首都圏でi-ROADのモニター調査を実施[9]。
- 2015年2月25日 - パーク２４とトヨタがパーソナルモビリティ・シェアリングサービスの実証実験を東京都内で実施[10]。
  - 5月7日 -  i-ROADの実用化に向け、企業・生活者と共同で取り組む新たな施策を約１年間東京都内で実施[12]。
  - 9月29日 -パーク２４とトヨタのパーソナルモビリティ・シェアリングサービスの実証実験が拡大される[11]。
  - 11月20日 - 国土交通省による超小型モビリティ認定制度が適用され、２人乗りi-ROAD(実証用車両)の実証実験が開始される[13]。
- 2016年3月25日 - パーク２４とトヨタのパーソナルモビリティ・シェアリングサービスの実証実験が2018年3月まで延長される[15]。
  - 9月16日 - i-ROADの実用化に向け、事業者向け利用ニーズ等の検証を実施[16]。
- 2018年7月23日 - 東京2020オリンピック・パラリンピックの大会スタッフ用にi-ROADなどの小型モビリティを提供すると発表[17]。

## ギャラリー

### コンセプトモデル

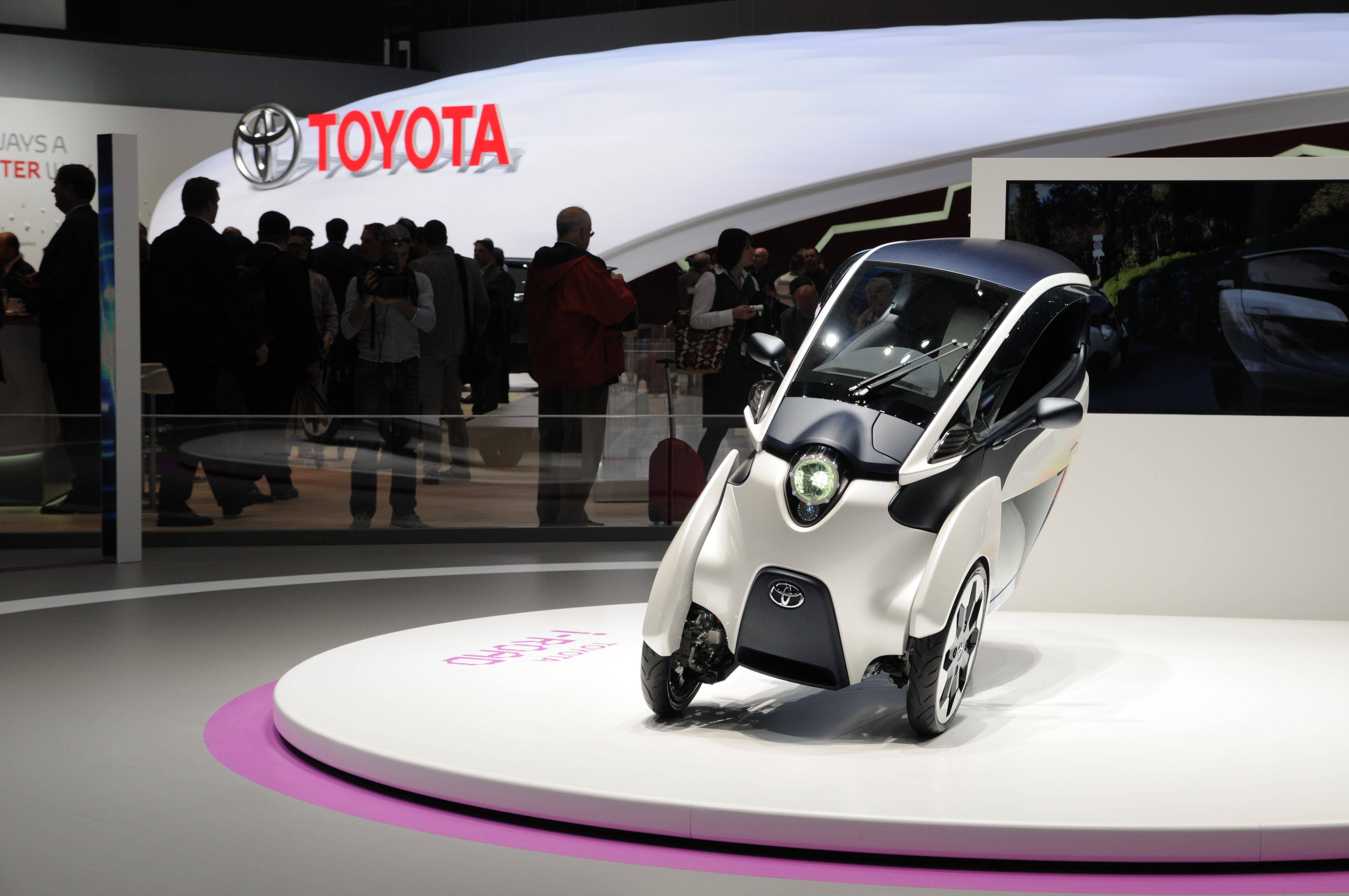
フロント
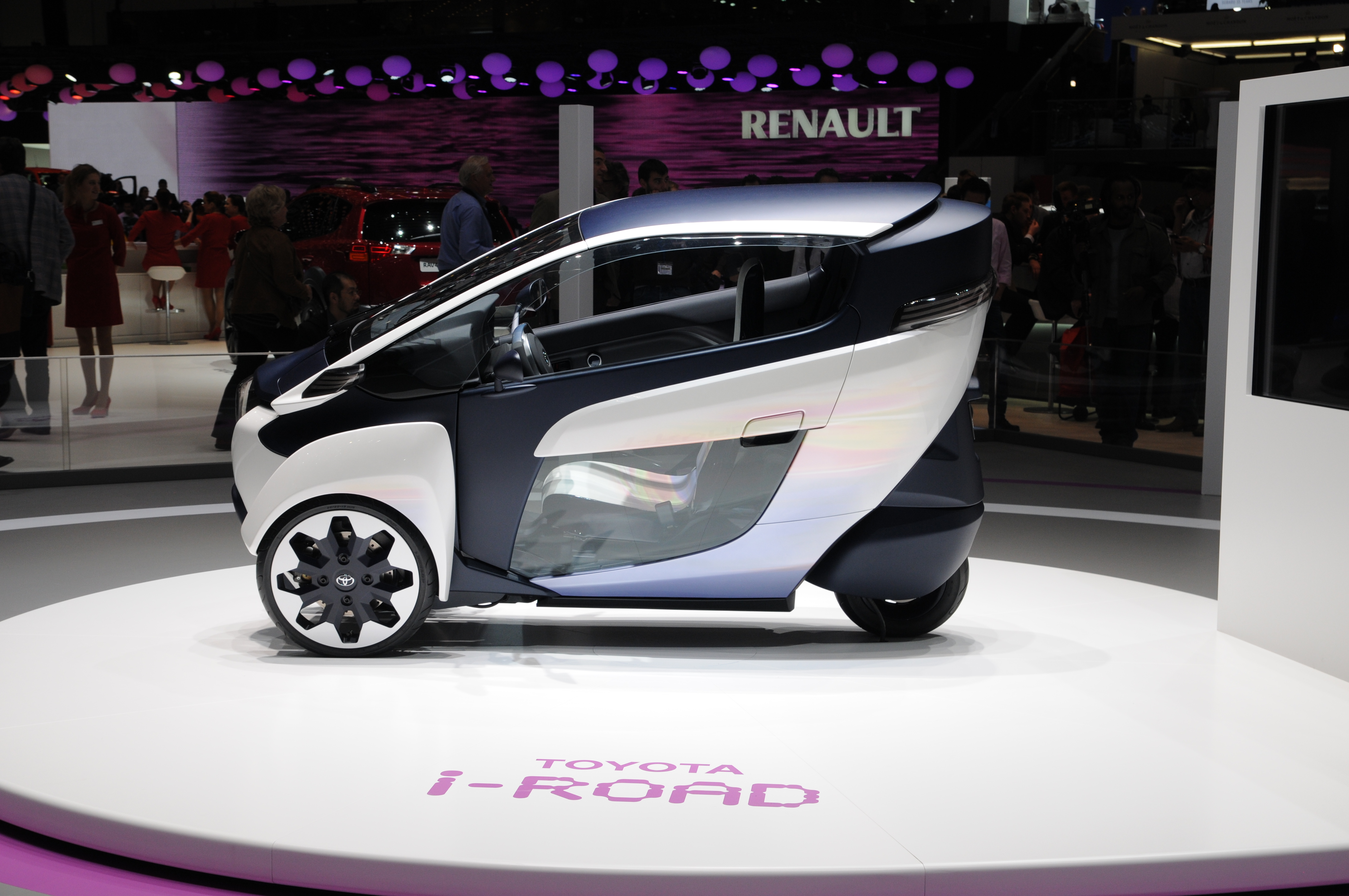
サイド
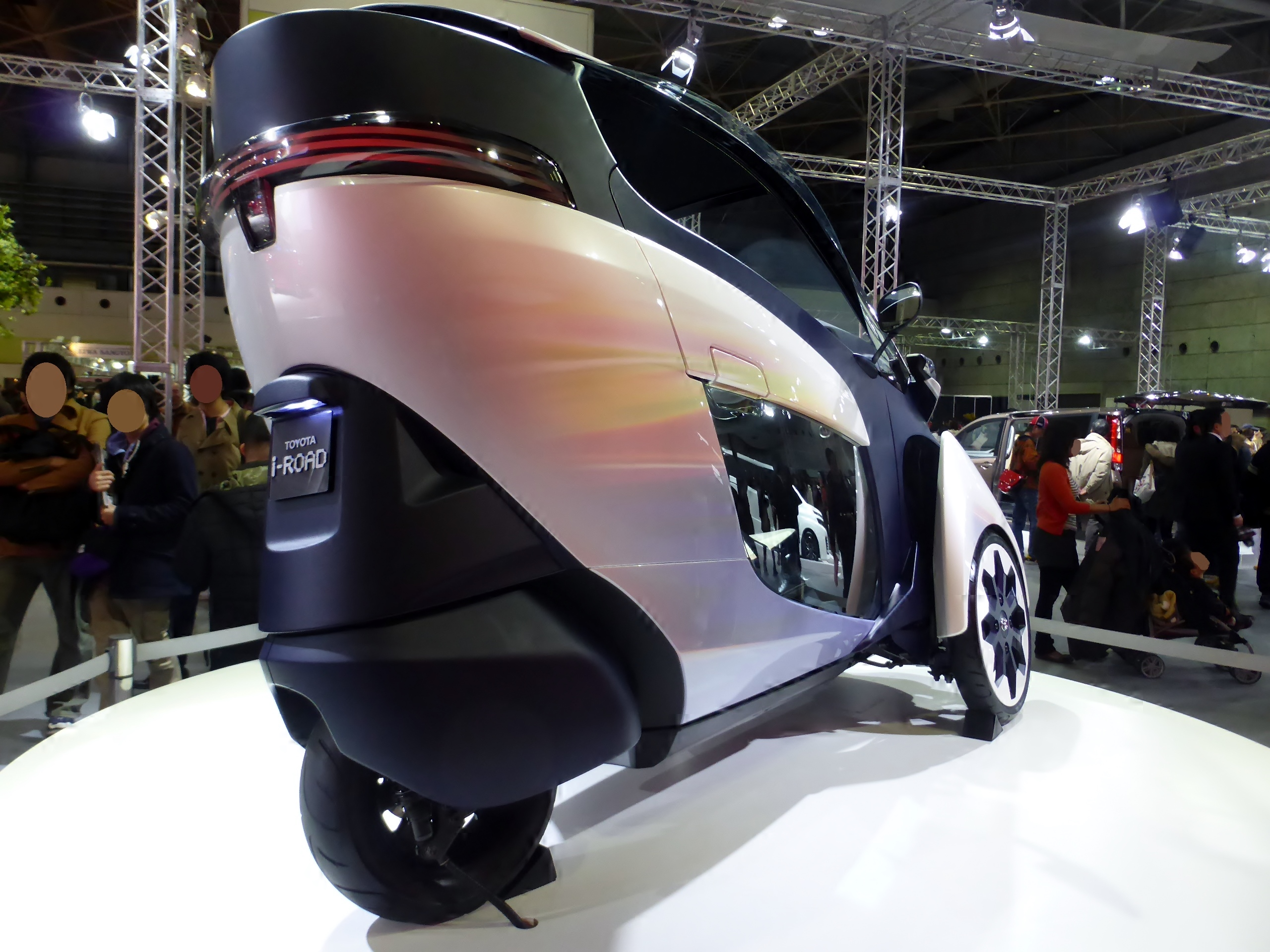
リア

### 実証用車両

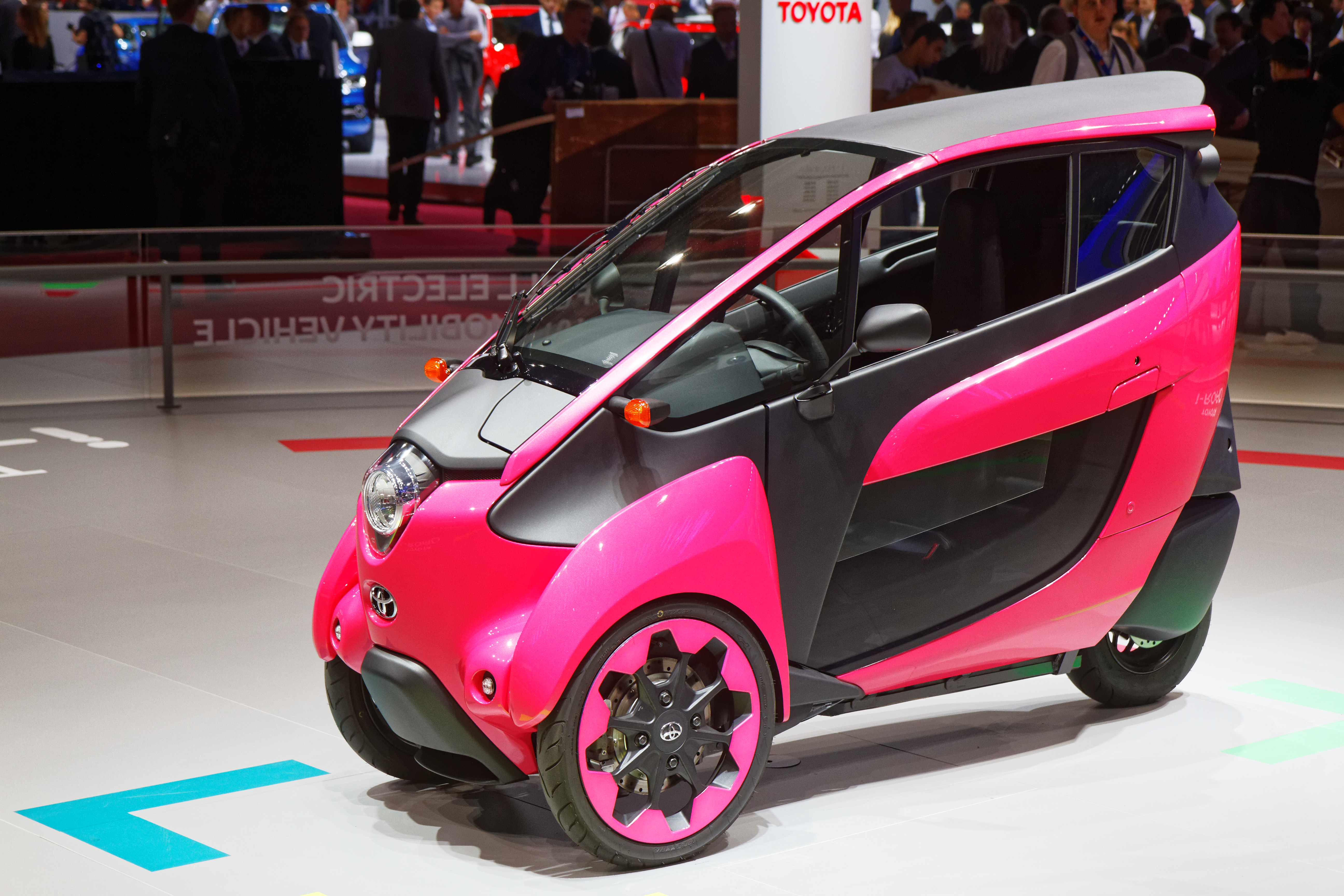
フロント
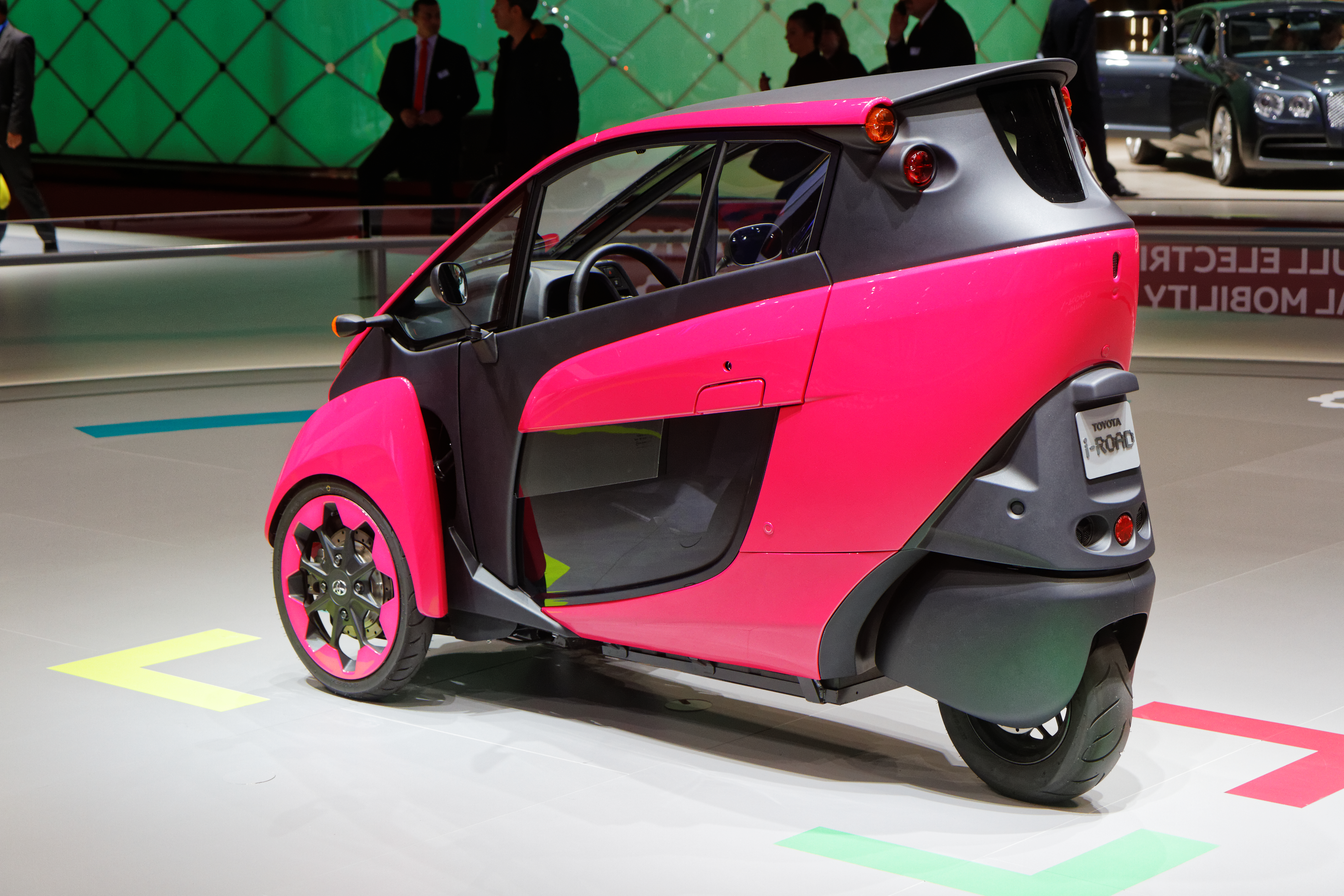
リア
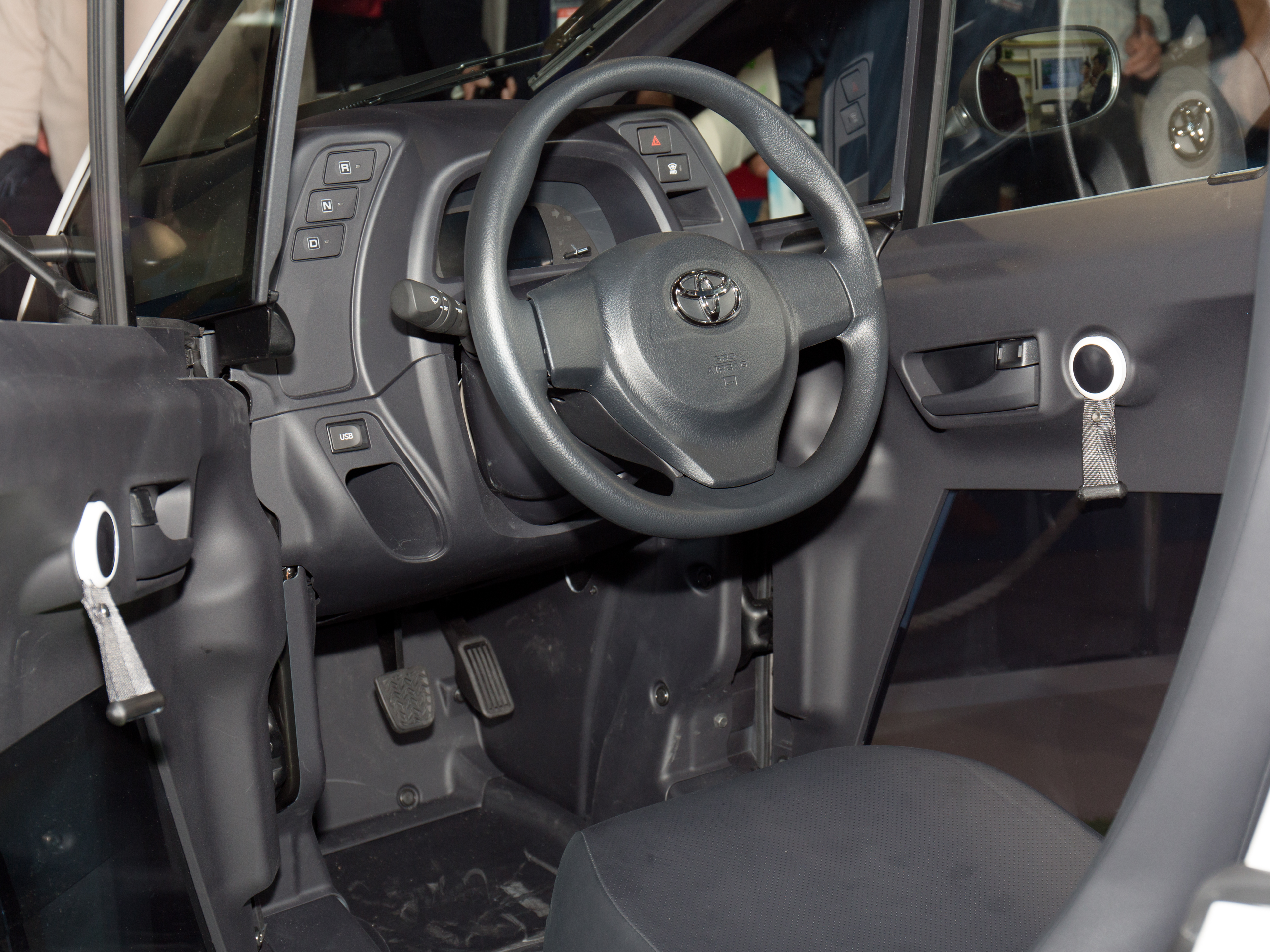
内装
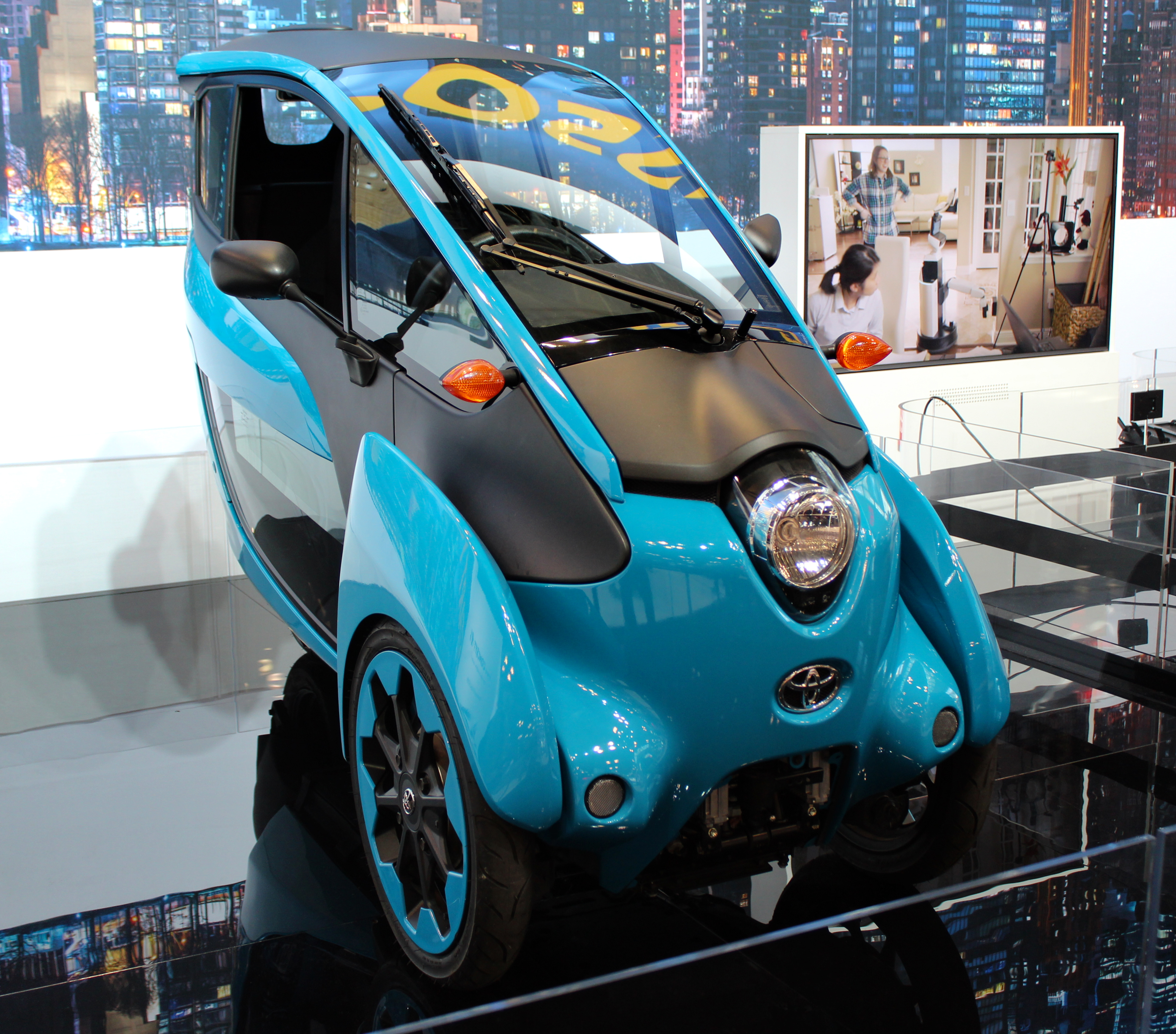
青
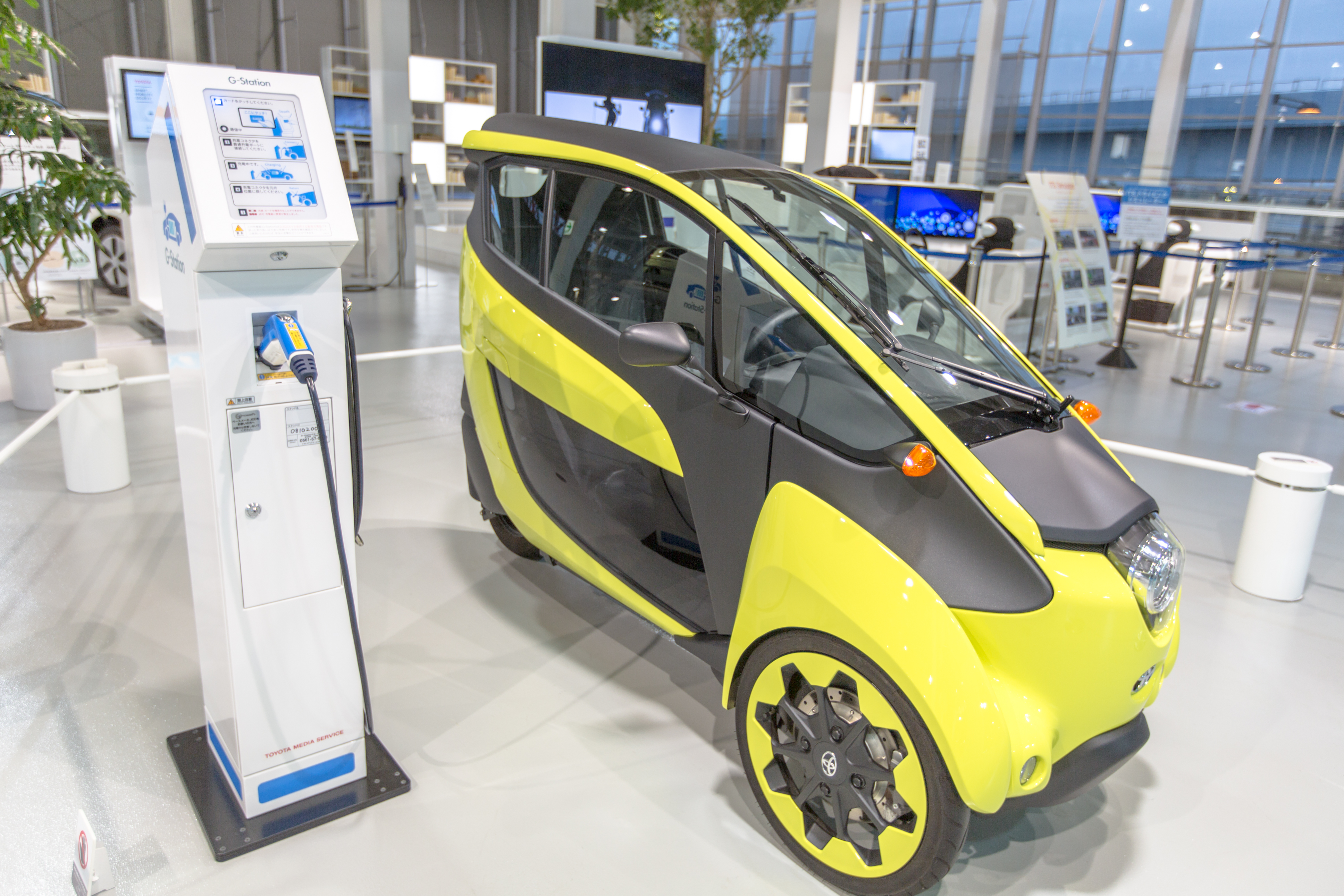
黄
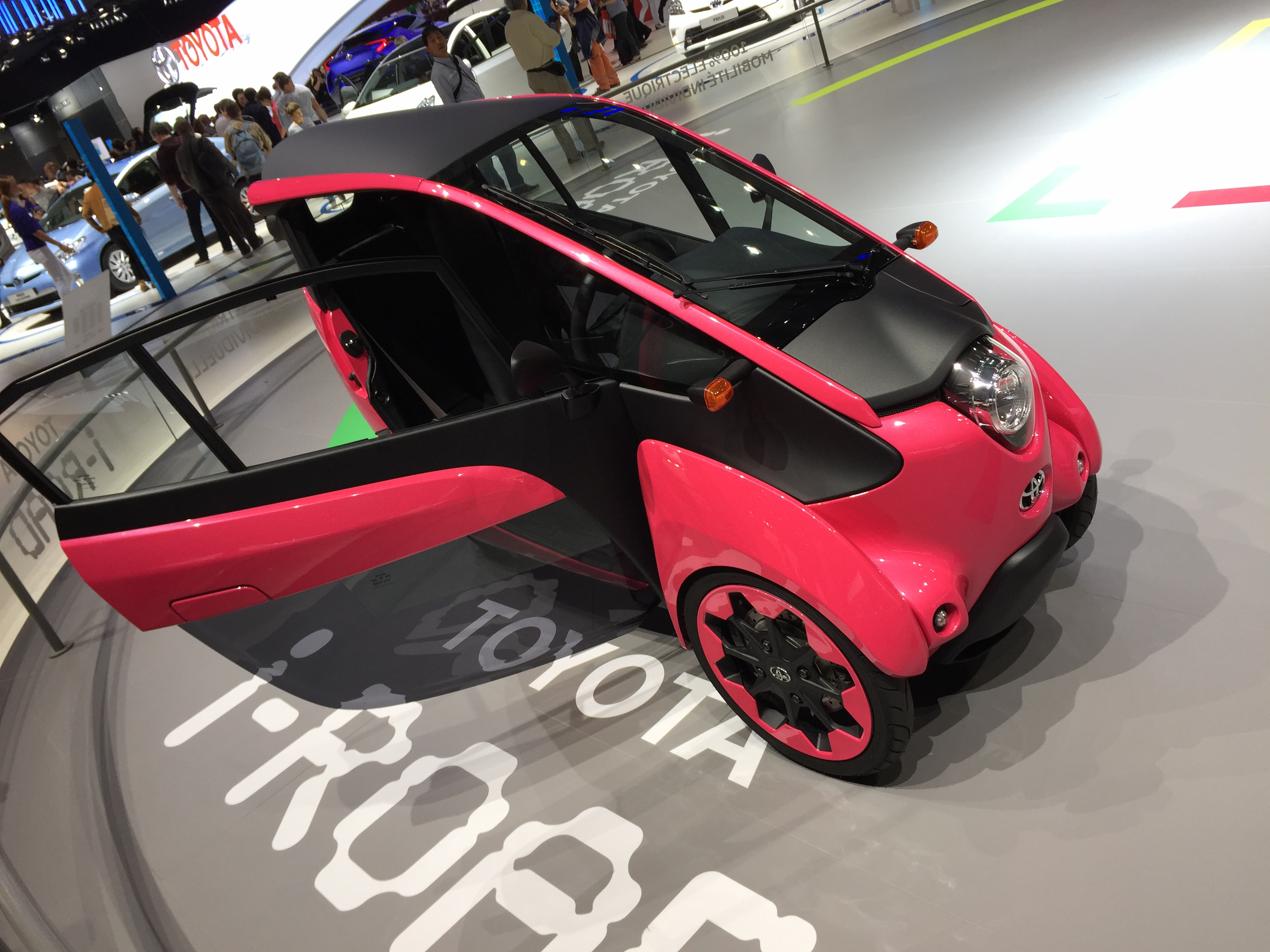
ピンク
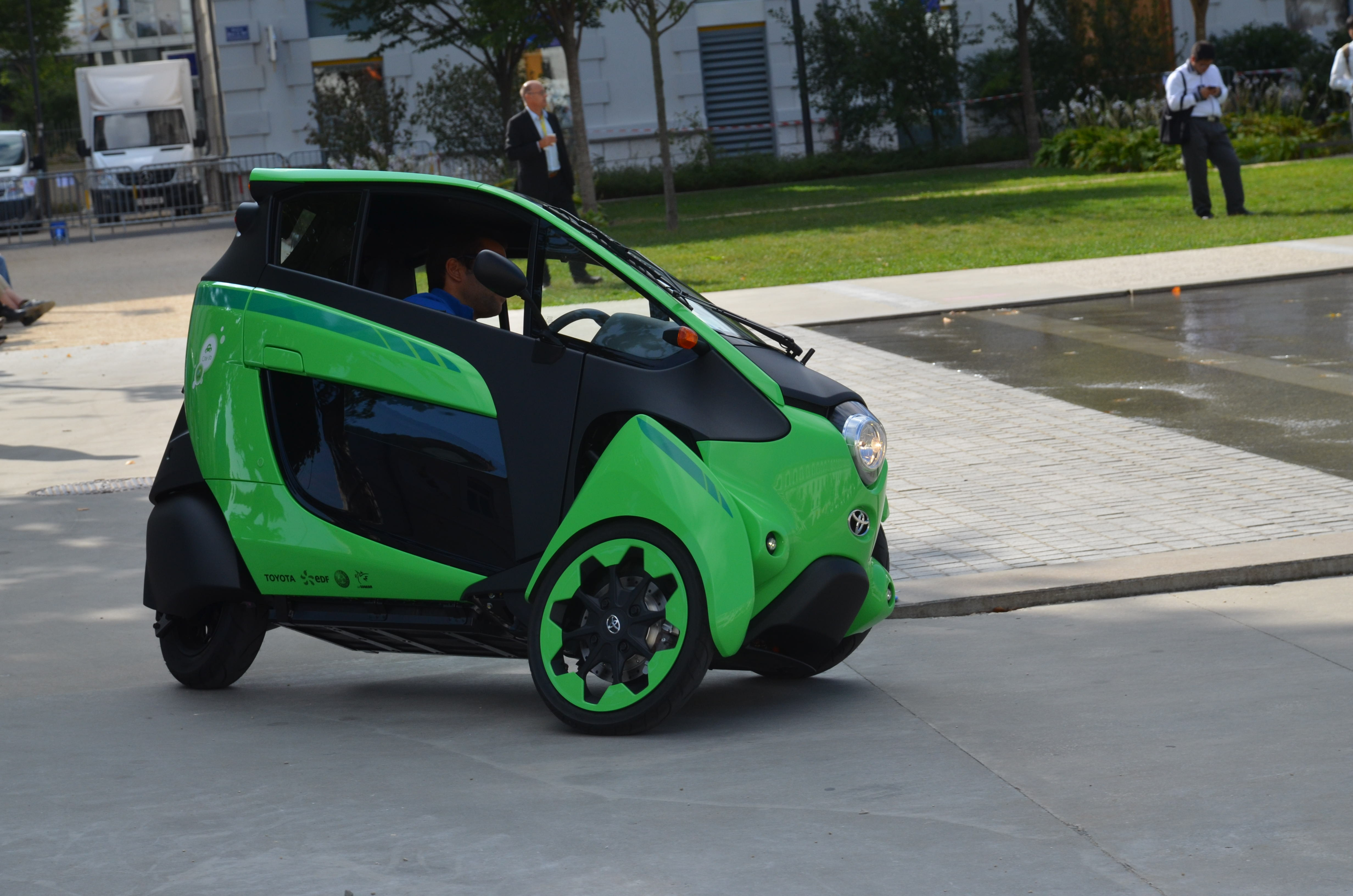
緑
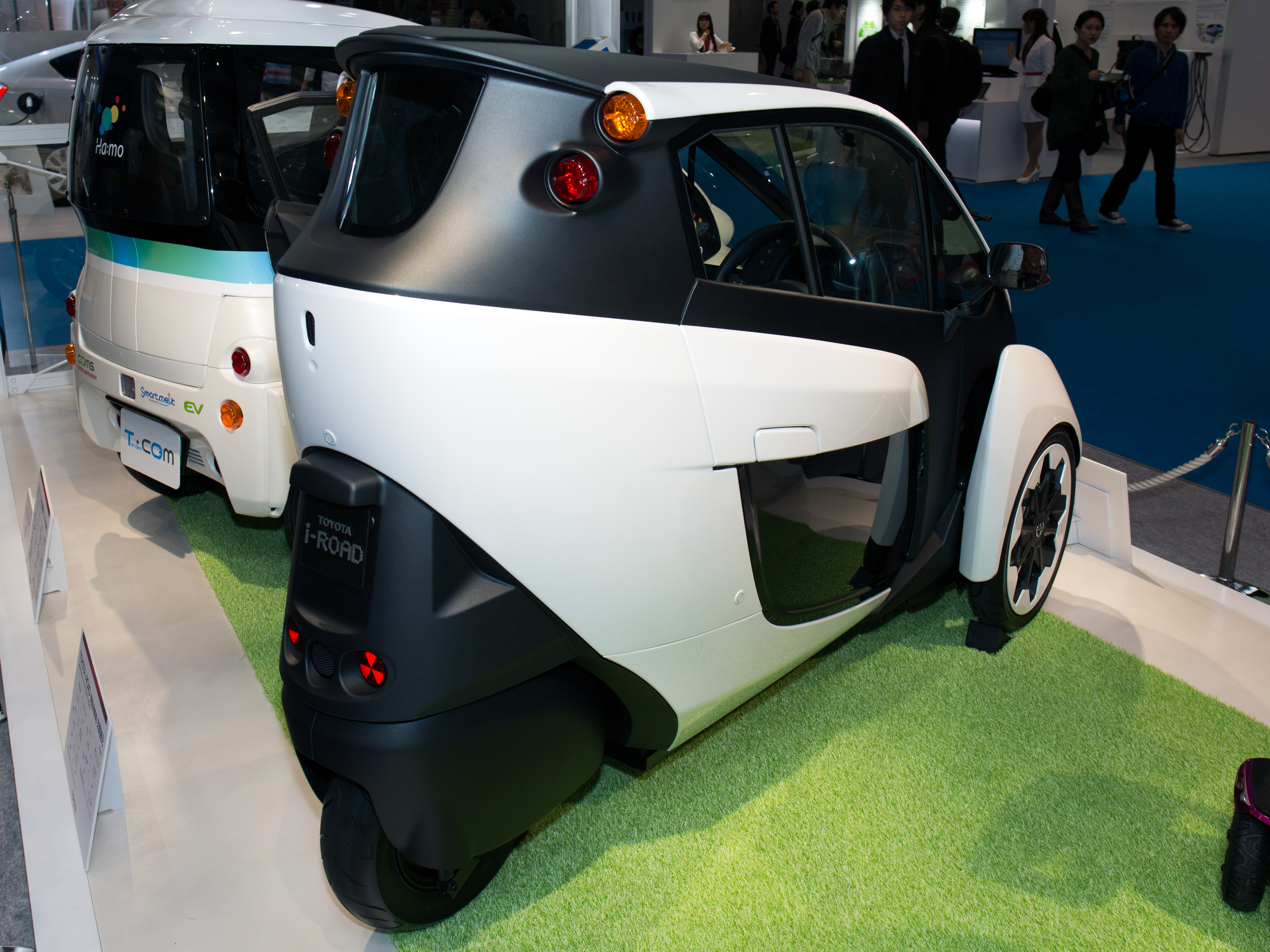
白